# 卡文托峰
卡文托峰（義大利語：Corno di Cavento），是意大利的山峰，位於該國北部，由特倫蒂諾-上阿迪傑大區負責管轄，屬於阿達梅洛-普雷薩內拉阿爾卑斯山脈的一部分，海拔高度3,405米，每年平均降雨量1,357毫米。